# Независимая антикоррупционная экспертиза
Независимая антикоррупционная экспертиза правовых актов и их проектов — в российском законодательстве одна из мер профилактики коррупции. Цель экспертизы — выявление коррупциогенных факторов и их последующее устранение.

## Предмет экспертизы
Коррупциогенными факторами являются положения нормативных правовых актов (проектов нормативных правовых актов), устанавливающие для правоприменителя необоснованно широкие пределы усмотрения или возможность необоснованного применения исключений из общих правил, а также положения, содержащие неопределенные, трудновыполнимые и (или) обременительные требования к гражданам и организациям и тем самым создающие условия для проявления коррупции.

## Организация и проведение экспертизы
Экспертиза проводится аккредитованными Министерством юстиции Российской Федерации независимыми экспертами — физическими и юридическими лицами, за счёт их собственных средств. Заключение по результатам независимой антикоррупционной экспертизы носит рекомендательный характер и подлежит обязательному рассмотрению органом, организацией или должностным лицом, которым оно направлено, в тридцатидневный срок со дня его получения. По результатам рассмотрения эксперту, проводившему независимую экспертизу, направляется мотивированный ответ, за исключением случаев, когда в заключении отсутствует предложение о способе устранения выявленных коррупциогенных факторов.
В целях обеспечения возможности проведения независимой антикоррупционной экспертизы проектов нормативных правовых актов федеральных органов исполнительной власти, иных государственных органов и организаций, затрагивающих права, свободы и обязанности человека и гражданина, устанавливающих правовой статус организаций или имеющих межведомственный характер, федеральные органы исполнительной власти, иные государственные органы и организации — разработчики проектов нормативных правовых актов в течение рабочего дня, соответствующего дню направления указанных проектов на рассмотрение в юридическую службу федеральных органов исполнительной власти, иных государственных органов и организаций, размещают эти проекты на своих официальных сайтах в сети Интернет с указанием дат начала и окончания приёма заключений по результатам независимой антикоррупционной экспертизы.
Указанные требования федеральными органами государственной власти очень часто не соблюдаются. В соответствии с пунктом 4 раздела 2 протокола заседания президиума Совета при Президенте Российской Федерации по противодействию коррупции от 24 августа 2011 г. № 27 Министерством юстиции Российской Федерации постоянно осуществляется мониторинг проведения независимой антикоррупционной экспертизы аккредитованными независимыми экспертами, в ходе которого выявляются нарушения, допускаемые федеральными органами исполнительной власти, органами исполнительной власти субъектов, органами местного самоуправления. По словам директора департамента конституционного законодательства Минюста России С.Шуткова, "результаты четырехлетнего мониторинга наглядно демонстрируют, что около 90 % независимых экспертов при обращении в Минюст России за получением аккредитации намерения осуществлять независимую антикоррупционную экспертизу не имели и к её проведению не приступали. Вместе с тем процент учета замечаний, высказанных независимыми экспертами достаточно высок (более 50 %).

## Экспертный состав
По состоянию на 3 марта 2022 года Министерством юстиции РФ в качестве независимых экспертов было аккредитовано 450 юридических и 2863 физических лиц.

## Итоги деятельности
На состоявшемся 19 сентября 2012 года совещании по вопросам противодействия коррупции Руководитель Администрации Президента Российской Федерации С. Б. Иванов подверг институт независимой антикоррупционной экспертизы критике за низкую эффективность, отметив, что «в этом году из 1382 аккредитованных экспертов в работе приняли участие всего 101 человек». Некоторые исследователи отмечают низкую эффективность и имитационный характер института независимой антикоррупционной экспертизы.